# دمشيت
دمشيت إحدى قرى مركز طنطا التابع لمحافظة الغربية بجمهورية مصر العربية.

## التاريخ
ورد ذكر القرية في قوانين ابن مماتي وفي تحفة الإرشاد وفي التحفة من أعمال الغربية. ذكرها علي مبارك في كتابه الخطط التوفيقية، فذكر أنها من قرى مديرية الغربية بقسم محلة منوف، وأن بها جامع وضريح وعدد من السواقي، وحديقة لعمدتها.

## التعليم
تصل نسبة الأمية في القرية إلى 37.78% بين من تجاوزوا العاشرة من عمرهم، بينما تصل نسبة من حصلوا على تعليم جامعي إلى 3.07% من جملة السكان.

## السكان
بلغ عدد سكان دمشيت 9759 نسمة حسب تقدير عام 2018.
| السنة  | 1897 | 1907 | 1927 | 1947 | 1960 | 1976 | 1986 | 1996 | 2006  | 2018 |
| ------ | ---- | ---- | ---- | ---- | ---- | ---- | ---- | ---- | ----- | ---- |
| القرية | 1986 | 2176 | 1686 | 2072 | 3323 | 4132 | 4995 | 6547 | 7,624 | 9759 |